# FC Naters
Der FC Naters ist ein Schweizer Fussballverein aus der Gemeinde Naters. 2012 ging die erste Mannschaft, die in der 1. Liga spielte, in den neu gegründeten und vom FC Naters mitgetragenen FC Oberwallis Naters über.

## Geschichte
Der Verein wurde 1958 gegründet. Am 16. Juni 1958 nahm der Verein den Spielbetrieb in der 4. Liga auf. In der Saison 1960/61 wurde man bereits „Wallisermeister“ und nahm am Entscheidungsspiel teil. Dieses Entscheidungsspiel am 25. Juni 1961 gegen den FC Evionnaz gewann man mit 6:1 und stieg somit in die 3. Liga auf. Nach der Saison 1969/70 feierte der Verein den Aufstieg in die – damals noch ungeteilte – 2. Liga. 1970/71 wurde man „Wallisermeister“ der 2. Liga und nahm damit an der Entscheidungsrunde um den Aufstieg in die 1. Liga teil. Das letzte und entscheidende Spiel gegen Central Fribourg verlor der Verein jedoch und blieb somit in der 2. Liga. 1972 gründet der Verein eine Supporter-Vereinigung, deren Ziele es sind, den Verein moralisch und finanziell zu unterstützen. Nach der Saison 1978/79 muss der FC Naters I in die 3. Liga absteigen. Die Zwangsrelegation führt die 2. Mannschaft des FC Naters in die 4. Liga. 1979/80 wird der Verein aber wieder „Wallisermeister“ und steigt somit wieder in die 2. Liga auf. Nach nur einem Jahr musste der Vereine diese aber wieder verlassen. Erst 1990/91 schaffte man erneut den Aufstieg in die 2. Liga. Nach nur einem Jahr schaffte es die Mannschaft in der Saison 1991/92 erneut, Wallisermeister zu werden und gewann auch das Aufstiegsspiel gegen den FC Fribourg mit 6:0. Damit erfolgte zum 1. Mal in der Vereinsgeschichte der Aufstieg in die dritthöchste Spielklasse, in die 1. Liga. Noch im gleichen Jahr erfolgte die Gründung des „100er-Clubs“ und des ersten offiziellen Fanclubs. Zu Pfingsten 1992 führte der Verein erstmals ein internationales Juniorenfussballturnier durch, den „Cup of the Alps“. In der ersten Saison in der 1. Liga erreicht der Verein den 4. Tabellenplatz (von 14. Mannschaften). Am 7. März 1993 absolviert Jean-Paul Brigger sein erstes Spiel im Dress des FC Naters. Das Spiel gegen Grand-Lancy endete 1:1. Zur Saison 1993/94 wird Jean-Paul Brigger Trainer. Der FC Naters I wird Gruppensieger und kann an den Aufstiegsspielen zur Nationalliga B teilnehmen. Dort verliert man aber gegen den FC Solothurn. In der Saison 1994/95 wechselt Trainer Brigger zum FC Luzern. Neuer Trainer wird Charly In-Albon. Trotz des Trainerwechsels wird die Mannschaft erneut Gruppensieger und nimmt damit erneut an den Aufstiegsspielen teil. Durch den Sieg im Rückspiel gegen den FC Bulle mit 4:2 (Hinspiel 2:2) steigt der Verein in die Nationalliga B auf. Nach 2 Jahren stieg man nach der Saison 1995/96 durch einen 8. Platz in der NLB-Westgruppe in die 1. Liga ab.
Im Sommer 2012 wurde gemeinsam mit dem FC Brig-Glis und dem FC Visp der FC Oberwallis ins Leben gerufen. Seither spielt die erste Mannschaft des FC Naters als gemeinsame Vertretung der drei Vereine unter dem Namen FC Oberwallis Naters in der viertklassigen 1. Liga.

## Sportplatz
Am 20. Oktober 1997 wurde die Sportanlage Stapfen eingeweiht. Das Stadion Stapfen hat ein Fassungsvermögen von 3000 Sitzplätzen. Die Haupttribüne hat ein Fassungsvermögen von 2500 Sitzplätzen. Ausserdem hat die Sportanlage noch eine andere Tribüne, die ein Fassungsvermögen von 500 Sitzplätzen hat. Um das ganze Spielfeld herum befinden sich noch für mehrere 100 Personen Stehplätze.

## Vereine des FC Oberwallis
Folgende Vereine beteiligen sich am Betrieb der FC Oberwallis AG:

### Hauptvereine
- FC Brig-Glis
- FC Naters
- FC Visp (Austritt 2015)

### Partnervereine
| - FC Agarn - FC Lalden - FC Leuk-Susten - FC Leukerbad - FC Raron - FC Saas-Fee | - FC St. Niklaus - FC Stalden - FC Steg - FC Termen/Ried-Brig - FC Turtmann - FC Varen |